# Palazzo Ricci (Rieti)
Palazzo Ricci è un palazzo di Rieti, in cui visse e morì l'insigne letterato di origine abruzzese Angelo Maria Ricci. È sito in Piazza Oberdan e costituisce ancora oggi un magnifico modello di architettura neoclassica.

## Descrizione

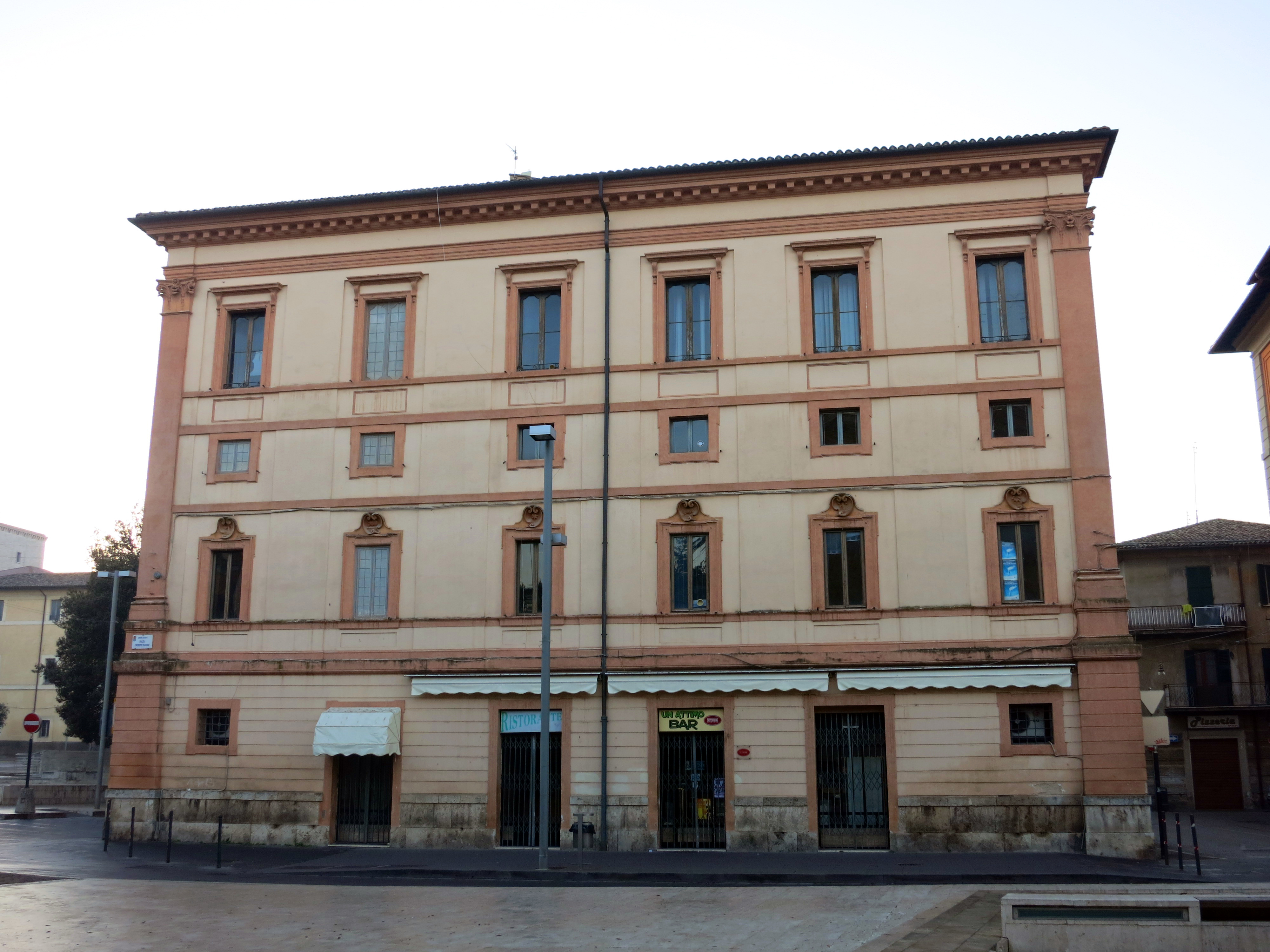
Il lato che affaccia su Piazza Mazzini

L'esterno del palazzo, che si articola in tre piani, rileva la contraddizione tra la dovizia delle armi e la tradizione per nulla belligerante della nobile famiglia Ricci. All'esterno è ben visibile lo scudo di famiglia con i festoni che scendono perpendicolari o si inflettono, mettendo in mostra tralci di foglie, configurati in bulbi a tre o quattro lamine, ed associate a grandi e belle rose araldiche. Non appena si accede al suo interno, è ben visibile una lapide in lingua latina che ricorda come Serafino Ricci, padre del poeta, commissionò nel 1789 all'architetto romano Giovanni Stern la ricostruzione di un edificio limitrofo, che si trovava in stato di decadenza per la troppa antichità.
Proseguendo al suo interno sono presenti decorazioni parietali di Pietro Paoletti che ricordano le opere poetiche di Angelo Maria Ricci. Il Palazzo custodiva una notevole collezione di opere d'arte (in prevalenza pitture del Seicento), il cui fiore all'occhiello era costituito dal gesso originale della Ebe di Antonio Canova attualmente conservata presso il Museo civico di Rieti.